# Janis Witowski

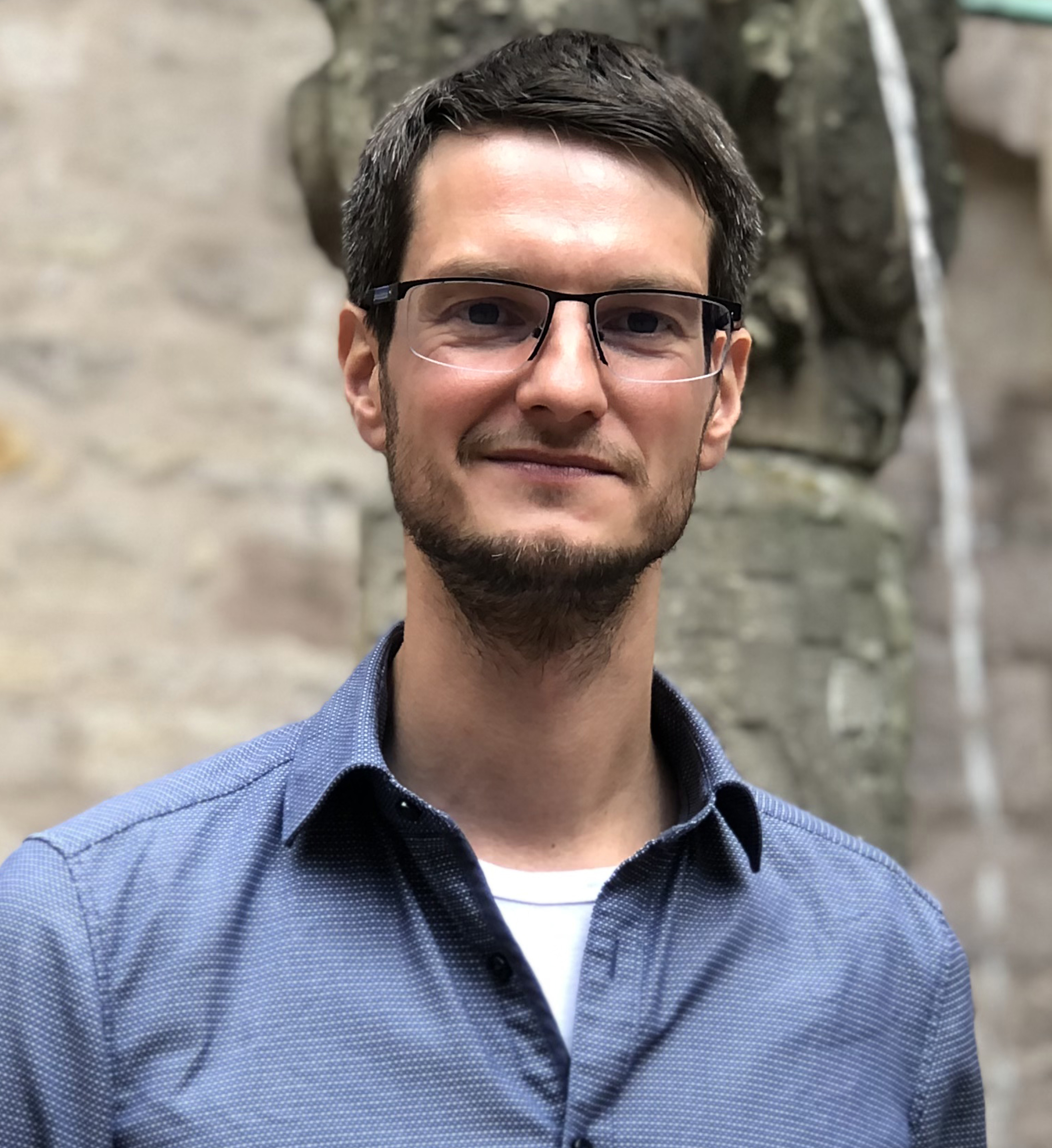
Janis Witowski bei einer Buchpräsentation in Schleusingen (2022)

Janis Witowski (* 1985 in Jena) ist ein deutscher Historiker mit dem Schwerpunkt Mittelalter.

## Leben und Wirken
Nach dem Abitur in Jena studierte Witowski von 2004 bis 2011 Mittelalterliche Geschichte, Archäologie des Mittelalters und der Neuzeit sowie Historische Grundwissenschaften an der Universität Jena und der Universität Bamberg. 2011 erwarb er den Abschluss Magister artium. Anschließend arbeitete er bis 2015 als wissenschaftlicher Mitarbeiter in dem von der Deutschen Forschungsgemeinschaft (DFG) geförderten Projekt „Geld, Gunst und Gnade. Die Monetarisierung von Politik und Frömmigkeit im 12. und 13. Jahrhundert“ an der Universität Heidelberg. Hier wurde er 2015 mit der Arbeit Ehering und Eisenkette. Lösegeld- und Mitgiftzahlungen im 12. und 13. Jahrhundert, die von Bernd Schneidmüller betreut wurde, promoviert. Sie wurde 2016 in der Reihe Vierteljahrschrift für Sozial-und Wirtschaftsgeschichte. Beihefte veröffentlicht.
2016 nahm Witowski das Christoph-Martin-Wieland-Habilitationsstipendium der Universität Erfurt an. Unter dem Projekttitel „Bewahrung der Herrschaft und Ausbau des Ranges. Die Grafen von Henneberg vom 12. bis 16. Jahrhundert“ beschäftigte er sich intensiv mit der Geschichte der Grafen von Henneberg. 2017 trat Witowski die Stelle des stellvertretenden Direktors am Naturhistorischen Museum Schloss Bertholdsburg in Schleusingen an, wo er die Abteilung Regionalgeschichte und Historische Bibliothek leitet. Mit der Namensänderung in NaturHistorisches Museum Ende 2023 übernahm er die Leitung des Historischen Museums. Zudem ist Witowski seit 2021 Geschäftsführer des vom Freistaat Thüringen finanzierten Vereins MuseumsNetzwerk Süd e. V.
Witowski ist Vorstandsmitglied im Hennebergisch-Fränkischen Geschichtsverein sowie im Verein Burgenstraße Thüringen e. V.

## Schriften (Auswahl)
- Ehering und Eisenkette. Lösegeld- und Mitgiftzahlungen im 12. und 13. Jahrhundert (= Vierteljahresschrift für Sozial- und Wirtschaftsgeschichte. Beihefte. Band 238), Franz Steiner Verlag, Stuttgart 2016, ISBN 978-3-515-11374-8.
- (gemeinsam mit Doris Fischer): Schloss Bertholdsburg in Schleusingen. Deutscher Kunstverlag, Rudolstadt, Berlin 2022, ISBN 978-3-422-98956-6 (Amtlicher Führer der Stiftung Thüringer Schlösser und Gärten).
- Graf Poppo VII. von Henneberg. Ein thüringisch-fränkischer Herrschaftsträger zur Stauferzeit (= Veröffentlichungen der Historischen Kommission für Thüringen. Kleine Reihe. Band 62), Böhlau Verlag, Köln, Wien 2022, ISBN 978-3-412-52328-2.